# Vreta, Södertälje kommun
Vreta är en bebyggelse sydost om Hölö vid norra stranden av Kyrksjön i Hölö socken i Södertälje kommun. Från 2015 avgränsar SCB här en småort.